# Barrundia
Barrundia é um município da Espanha na província de Álava, comunidade autónoma do País Basco, de área 97,43 km² com população de 818 habitantes (2007) e densidade populacional de 8,4 hab./km².

## Demografia
| Variação demográfica do município entre 1991 e 2004 | Variação demográfica do município entre 1991 e 2004 | Variação demográfica do município entre 1991 e 2004 | Variação demográfica do município entre 1991 e 2004 |
| --------------------------------------------------- | --------------------------------------------------- | --------------------------------------------------- | --------------------------------------------------- |
| 1991                                                | 1996                                                | 2001                                                | 2004                                                |
| 573                                                 | 554                                                 | 640                                                 | 755                                                 |